# Ciclón Nirán
El ciclón tropical severo Nirán fue un ciclón tropical muy poderoso que provocó graves impactos en el extremo noreste de Australia y casi tocó tierra en Nueva Caledonia entre febrero y marzo de 2021. El sexto ciclón tropical y el segundo ciclón tropical severo de la temporada de ciclones de la región australiana de 2020–21, aunque fue el tercer ciclón tropical severo de la temporada anual de ciclones del Pacífico Sur, Niran fue el segundo ciclón tropical severo de categoría 5 en la temporada de ciclones del Pacífico Sur, después del Ciclón Yasa. El ciclón se formó a partir de una baja tropical en el Mar del Coral el 27 de febrero. La baja tropical se intensificó gradualmente mientras se detenía frente a la costa de Queensland durante varios días, aunque desorganizada en ese momento. A principios del 3 de marzo, Nirán se alejó de la costa de Australia, mientras comenzaba a experimentar una rápida intensificación. Finalmente, Nirán alcanzó su intensidad máxima como ciclón tropical de categoría 5 tanto en la escala de ciclones tropicales de Australia como en la escala de huracanes de Saffir-Simpson (EHSS), el 5 de marzo, muy lejos de la costa de Australia. Poco después, Nirán inició un ciclo de reemplazo de la pared del ojo y encontró algo de cizalladura del viento, lo que provocó que la tormenta se debilitara el 6 de marzo, cuando pasaba justo al sur de Grande Terre, la isla principal de Nueva Caledonia. Posteriormente, Nirán continuó debilitándose rápidamente a medida que la cizalladura del viento aumentó aún más, antes de convertirse en un ciclón extratropical a última hora del 6 de marzo. Nirán fue absorbido por otra tormenta extratropical dos días después.
Antes de su fase de fortalecimiento, Niran afectó significativamente la cosecha de banano en el extremo norte de Queensland. Varias granjas en el extranjero resultaron dañadas y algunos agricultores perdieron el 100% de su cosecha de banano. Se esperaba que subieran los precios de la fruta. Las estimaciones sitúan los daños al cultivo en un mínimo de 180 millones de dólares australianos (140 millones de dólares estadounidenses). Otros daños a la infraestructura fueron menores. En Nueva Caledonia, los techos y la infraestructura de muchas casas sufrieron daños, y casi 70 mil personas se quedaron sin electricidad en total. Varias carreteras se volvieron intransitables. Dos personas en Nueva Caledonia resultaron heridas, aunque nadie murió. Las pérdidas económicas totales alcanzaron los $200 millones (2021 USD).

## Historia meteorológica

### Región australiana
Durante el 27 de febrero de 2021, la Bureau de Meteorología (BOM) comenzó a monitorear un bajo tropical en desarrollo frente a la costa del norte de Queensland. La baja comenzó a fortalecerse mientras se mantenía mar adentro del estado, dentro de un área favorable para la ciclogénesis tropical. El 1 de marzo, la base de datos tropical transformó la baja tropical en un ciclón tropical y se le dio el nombre de Nirán. Más tarde ese mismo día, el ciclón que se fortalecía alcanzó la categoría de ciclón tropical de categoría 2 en la escala australiana. Niran comenzó a alejarse de la costa de Australia y experimentó una rápida intensificación, alcanzando el estatus de ciclón tropical severo de categoría 3 en la escala australiana a fines del 3 de marzo, y luego alcanzó el estatus de ciclón tropical severo de categoría 4 en la escala australiana a fines del 4 de marzo. Finalmente, Niran se intensificó hasta convertirse en un poderoso ciclón tropical de categoría 5 tanto en la región australiana como en la escala de huracanes de Saffir-Simpson (SSHWS), a las 12:00 UTC del 5 de marzo, mostrando un ojo de alfiler bien definido.

### Océano Pacífico Sur
Poco después, la tormenta cruzó hacia el área de responsabilidad del Servicio Meteorológico de Fiji (FMS), incluso mientras aceleraba hacia el sureste hacia Nueva Caledonia. Alrededor de ese tiempo, Niran alcanzó su intensidad máxima, alcanzando vientos sostenidos máximos de 10 minutos de 205 km/h (125 mph), vientos sostenidos máximos de 1 minuto de 260 km/h (160 mph) y una presión mínima central de 931 milibares (27,5 inHg). Sin embargo, varias horas más tarde, Nirán comenzó un ciclo de reemplazo de la pared del ojo y se encontró con cizalladura del viento, lo que provocó que la tormenta comenzara otra tendencia de debilitamiento significativa, con la tormenta volviendo al estado de categoría 4 en la escala de huracanes de Saffir-Simpson. A las 12:00 UTC del 6 de marzo, Nirán se acercó más a la isla principal de Nueva Caledonia, Grande Terre, como un ciclón tropical equivalente a la categoría 3, cuando el ojo de la tormenta pasó justo al sur del flanco sureste de la isla. A medida que la cizalladura del viento continuó aumentando sustancialmente durante la tormenta, se debilitó a un ciclón tropical severo de categoría 3 en la escala australiana y un ciclón tropical de categoría 2 en el escala de huracanes de Saffir-Simpson, más tarde ese día, cuando comenzó a experimentar una transición extratropical. Más tarde ese día, Nirán había completado su transición extratropical mientras continuaba acelerando hacia el sureste. Nirán continuó moviéndose hacia el sureste durante un par de días más, antes de ser absorbido por un ciclón extratropical más grande hacia el sur el 8 de marzo.[cita requerida]

## Preparaciones e impactos

### Australia

#### Queensland

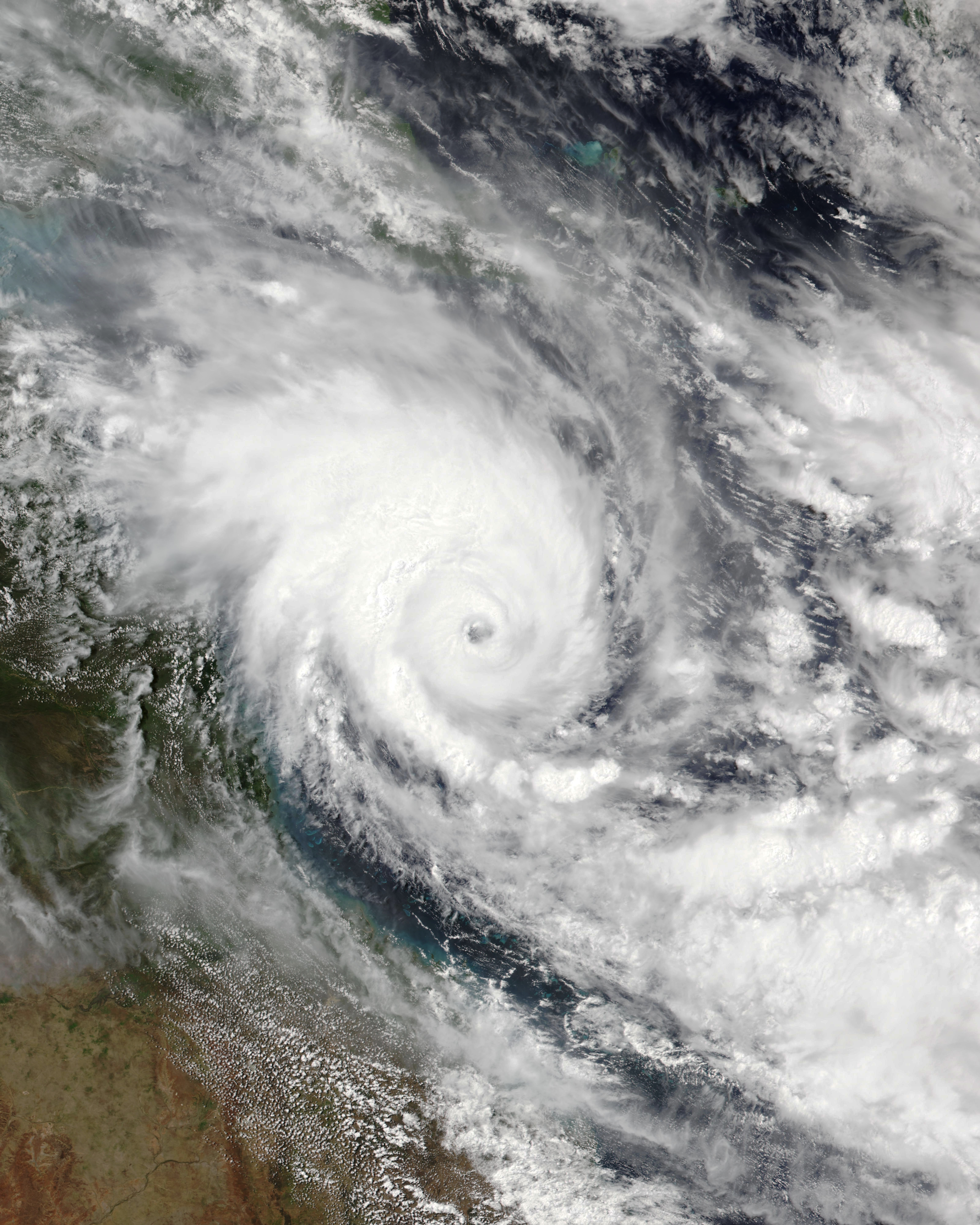
Severo ciclón tropical Niran frente a las costas de Queensland el 4 de marzo de 2021

Se puso en marcha una advertencia para la costa del norte de Queensland; sin embargo, la advertencia se abandonó cuando Nirán se movió hacia el este y se alejó de la costa. El 2 de marzo se emitió una advertencia de vendaval para las comunidades costeras e insulares, Cape Flattery e Innisfail, aunque se canceló cuando Nirán se mudó.
En la región del extremo norte del estado, Nirán arrasó con algunos cultivos de banano en su fase inicial. Algunos agricultores dijeron que habían perdido casi el 100% de sus cultivos de banano. En total, más de 42.000 personas se quedaron sin electricidad debido a la tormenta debido a los fuertes vientos. Se enviaron equipos de emergencia estatales para atender los postes caídos y las casas dañadas, y reportaron daños estructurales menores en la región de Cairns. El Consejo Australiano de Productores de Banano dijo el 2 de marzo que era demasiado pronto para estimar los daños, pero afirmó que serían importantes. En la región de Cassowary Coast, se esperaba que los agricultores no tuvieran ingresos hasta septiembre u octubre. Dos personas fueron rescatadas de las inundaciones.
El 5 de marzo, los agricultores estimaron que los daños a los cultivos oscilaban entre 180 y 200 millones de dólares australianos. Se temía que los precios de las bananas volvieran a aumentar drásticamente, como había ocurrido después del ciclón Larry en 2006 y el ciclón Yasi en 2011. Se esperaba que aumentaran 50 centavos a 1 dólar el kilo después de Nirán. El daño a la infraestructura agrícola fue calificado como "catastrófico" y "severo" por la población local. En los viveros de producción, las casas de sombra y los cultivos de árboles resultaron dañados. Stephen Lowe, director ejecutivo del Consejo de Productores de Banano de Australia, calculó que unas 5.000 hectáreas de cultivos se vieron afectadas y 150 granjas resultaron dañadas; sin embargo, es posible que se hayan dañado más de 11.000 hectáreas (27.000 acres) y la limpieza podría llevar más de un año. Se estima que Niran destruyó alrededor de un tercio de los cultivos de banano de Australia. El total más alto registrado de lluvia fue en Clump Point, que vio 276 mm (10,8 pulgadas) de lluvia en 24 horas.

### Nueva Caledonia
A medida que se acercaba la tormenta, Nueva Caledonia se puso en alerta máxima, ya que se esperaba que Nirán causara graves daños en el país, especialmente en la isla principal de Grande Terre. Las autoridades colocaron a toda la nación isleña bajo una alerta de ciclón tropical de nivel dos a última hora del 5 de marzo cuando la tormenta azotaba el país. Air Calédonie trasladó toda su flota de aviones a Brisbane en Australia, para protegerlos de la tormenta. También se esperaban olas de hasta 13 metros (43 pies) en el lado occidental de Nueva Caledonia.
Niran causó grandes daños en Nueva Caledonia durante su estrecha travesía. 39.000 hogares perdieron electricidad en áreas urbanas mientras que las carreteras se volvieron intransitables rápidamente. Vientos de hasta 150 km/h (100 mph) afectaron partes del país en su paso, a pesar de que la parte más fuerte de la tormenta no alcanzó la línea costera. Dos personas resultaron heridas, incluido un niño que fue golpeado por fragmentos de vidrio de una ventana salediza. En Nouméa, la capital, varios barcos encallaron en la costa. 400 personas también fueron alojadas en tres centros de evacuación. Otra estimación colocó a más de 69.000 clientes totales sin electricidad en el país. Las precipitaciones fueron menores de lo previsto, con un informe de 50 mm (2,0 pulgadas) de lluvia cayendo en seis horas. La vegetación y los cultivos también resultaron dañados, aunque se desconoce el verdadero alcance del daño.

### Vanuatu
También se esperaba que las olas altas afectaran a Vanuatu, con alturas de olas de hasta 8 metros (26 pies) previstas. También se pronosticó brevemente que las fuertes lluvias del ciclón afectarían a Vanuatu. No hubo informes de daños en el país.